# Sławgóra (Dobra)
Sławgóra – część wsi Dobra w Polsce położona w województwie podkarpackim, w powiecie przeworskim, w gminie Sieniawa, w sołectwie Dobra
W latach 1975–1998 miejscowość położona była w województwie przemyskim.
Sławgóra leży na wzniesieniu „Sławgóra” na wysokości 224 m n.p.m., przy DW 867 i obejmuje 16 domów. 